# سلگه

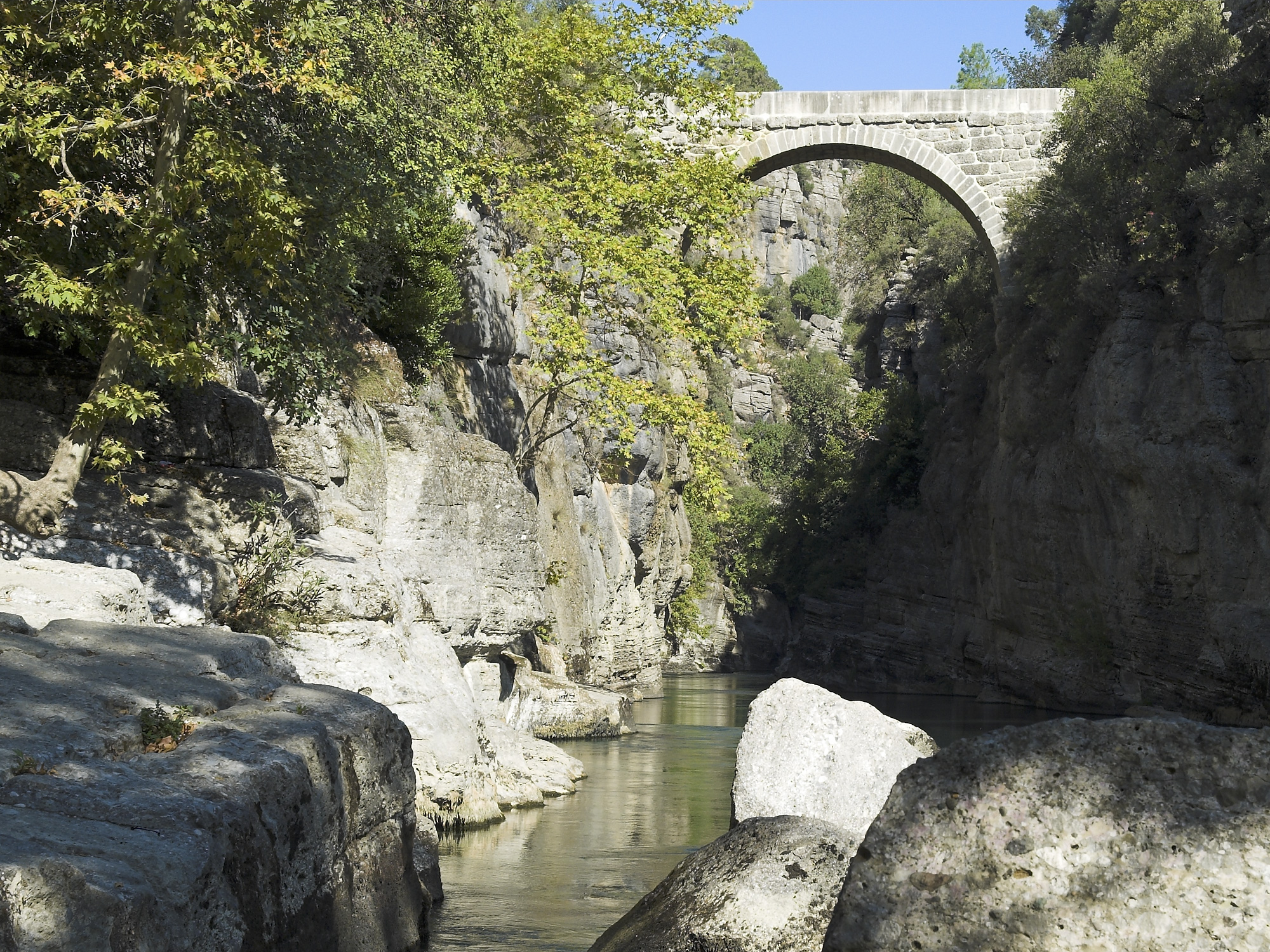
پل اوریمدون رومی در نزدیکی سلگه

سلگه (به یونانی: Σέλγη) شهر مهمی در پیسیدیای باستان و بعداً در پامفیلیه، در دامنه جنوبی کوه توروس، استان آنتالیای ترکیه است.

## تاریخچه
اعتقاد بر این بود که این شهر یک مستعمره یونانی است، زیرا استرابون  بیان کرده بود که سلگه توسط اسپارت ها تأسیس شده است، اما  این شهر قبلاً توسط کالخاس تأسیس شده بود. استفانوس بیزانتیوس می نویسد که این شهر مستعمره Lacedaemon بود. 
ناحیه ای که شهر در آن واقع شده بود بسیار حاصلخیز بود و در ان جا روغن فراوان تولید می شد، اما دسترسی به خود شهر دشوار بود، زیرا اطراف آن توسط پرتگاه ها و بسترهای جویبارها احاطه شده بود. در نتیجه برای تردد نیاز به پل هایی بود که عبور و مرور راحت شود. 
سلگه به رتبه قدرتمندترین و پرجمعیت ترین شهر پیسیدیا رسید و زمانی توانست ارتشی متشکل از 20000 نفر را به میدان جنگ بفرستد. 
سلگی ها به دلیل این شرایط و رشادت ساکنان آن، که به دلیل آن به عنوان خویشاوندان شایسته اسپارت ها به شمار می رفتند، هرگز تابع هیچ قدرت خارجی نبودند، بلکه در بهره مندی از آزادی و استقلال خود باقی ماندند. هنگامی که اسکندر مقدونی از پیسیدیا گذشت (333 ق.م)، سلگه سفیری نزد او فرستاد و مورد لطف و دوستی او قرار گرفت.  در آن زمان آنها در حال جنگ با ترمسوس بودند.

## بقایای شهر
بقایای شهر عمدتاً از بخش‌هایی از دیوارهای اطراف و آکروپلیس تشکیل شده است. آثار اندکی از ژیمناسیوم (یونان باستان)، ورزشگاه و بازیلیکا باقی مانده است. همچنین آثاری از دو معبد وجود دارد، اما بهترین بنا، بنای تاریخی حفاظت شده تئاتر است که در قرن سوم پس از میلاد بازسازی شده است. سلگه مقر اسقف بود. این مکان به عنوان مرکز کلیسای کاتولیک روم باقی مانده است. 

## نگارخانه

Selge Theatre and surroundings panorama
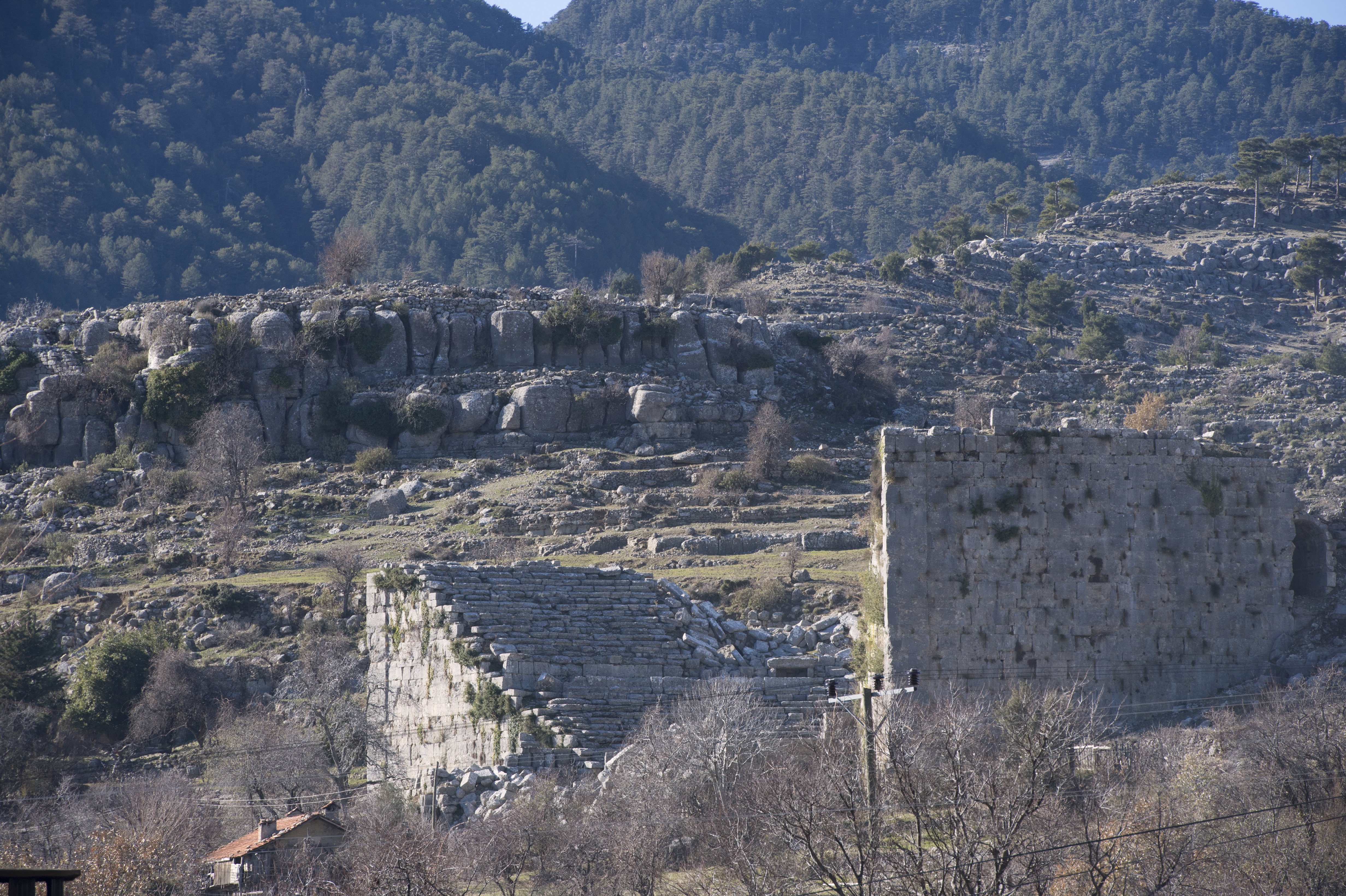
Selge Theatre from far
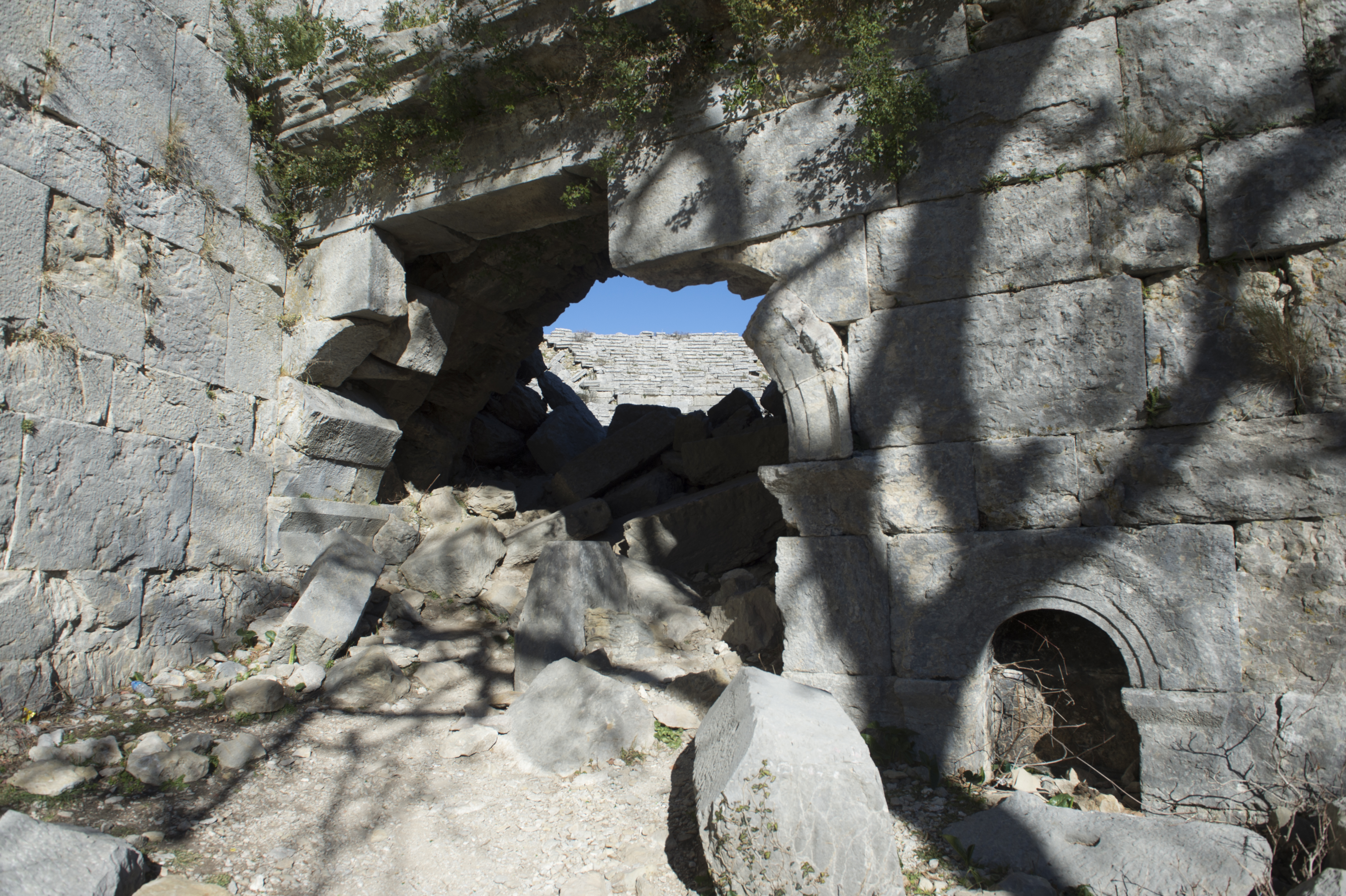
Selge Theatre from side
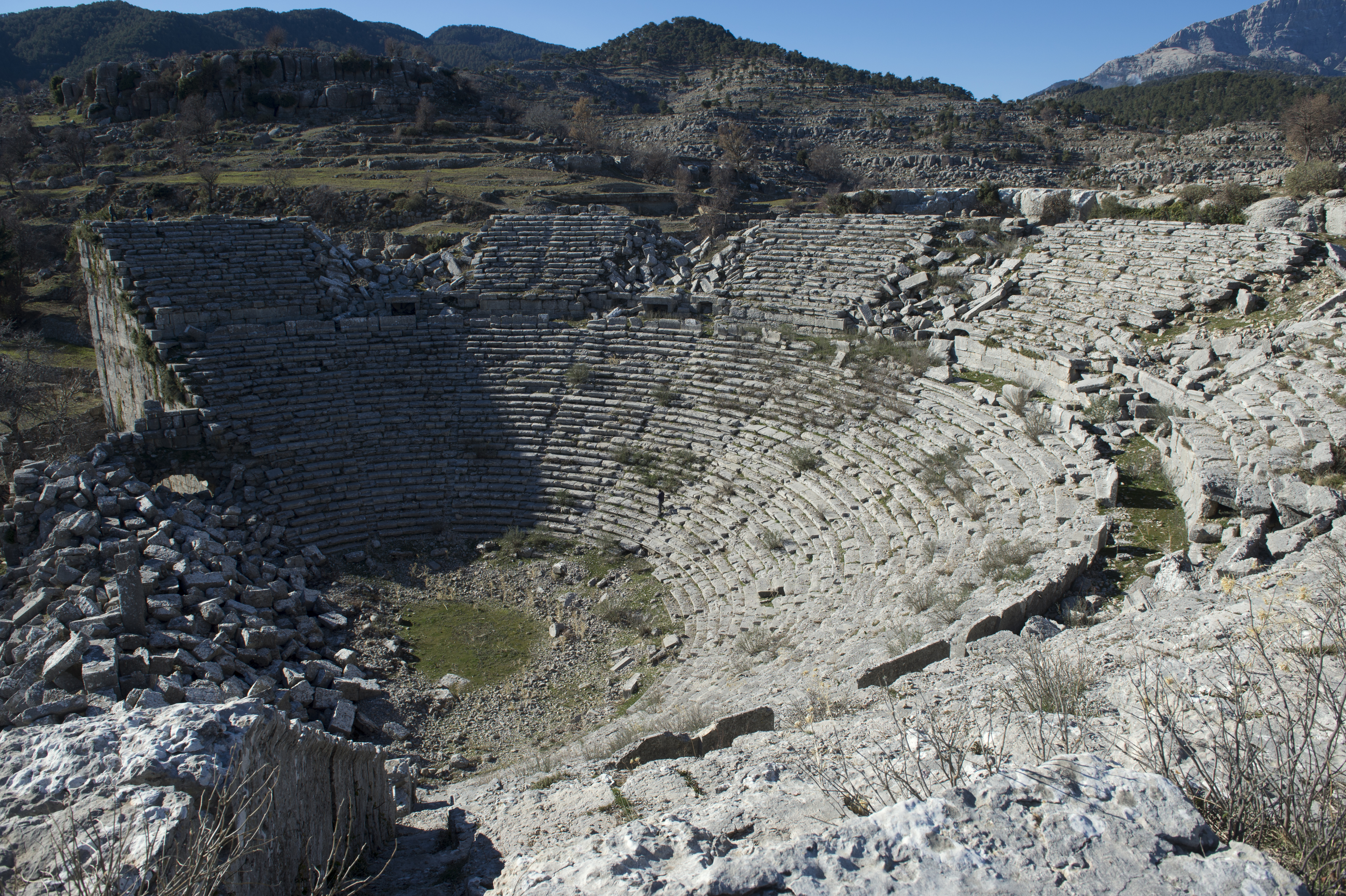
Selge Theatre Inside
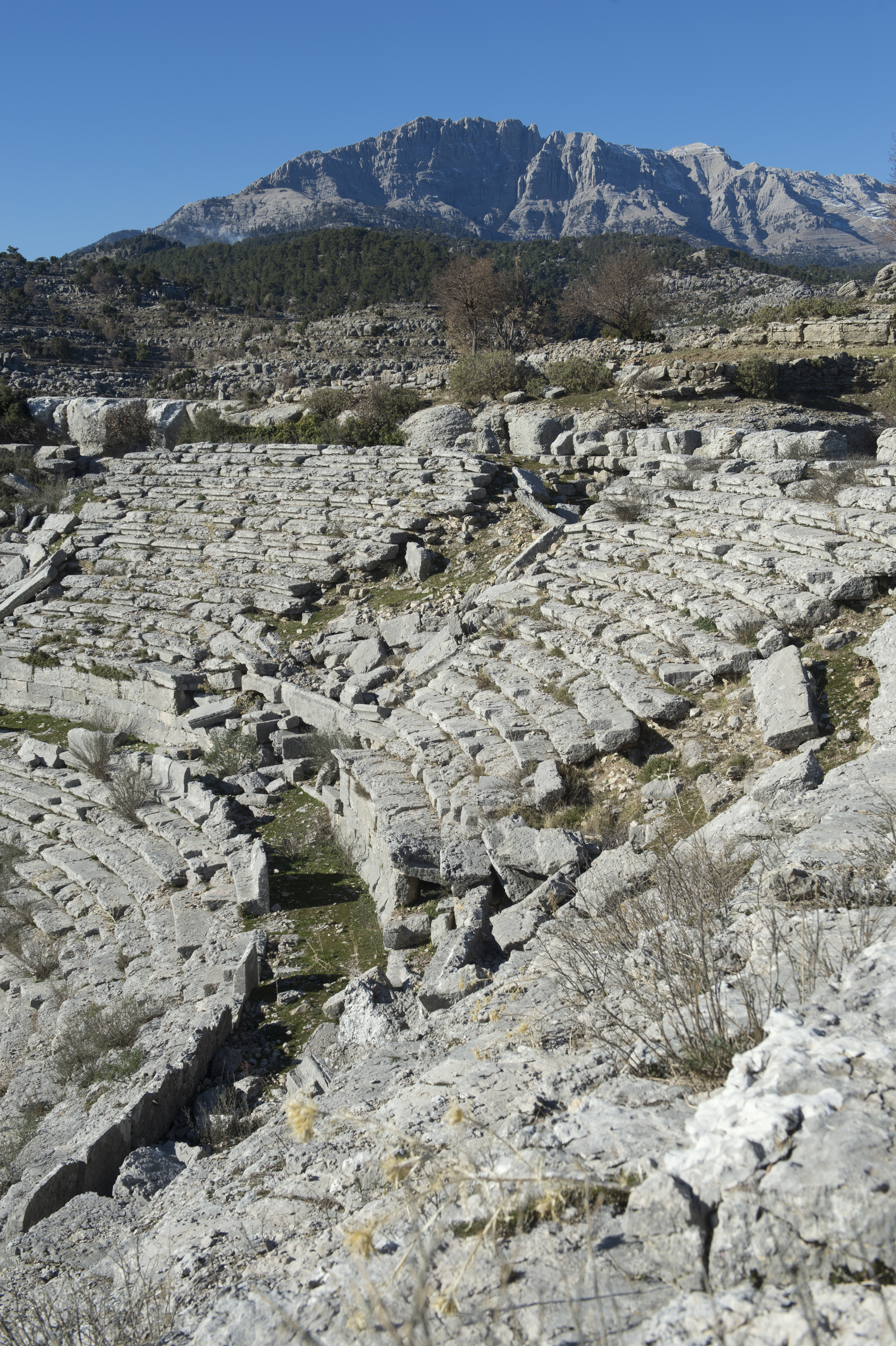
Selge Theatre Inside
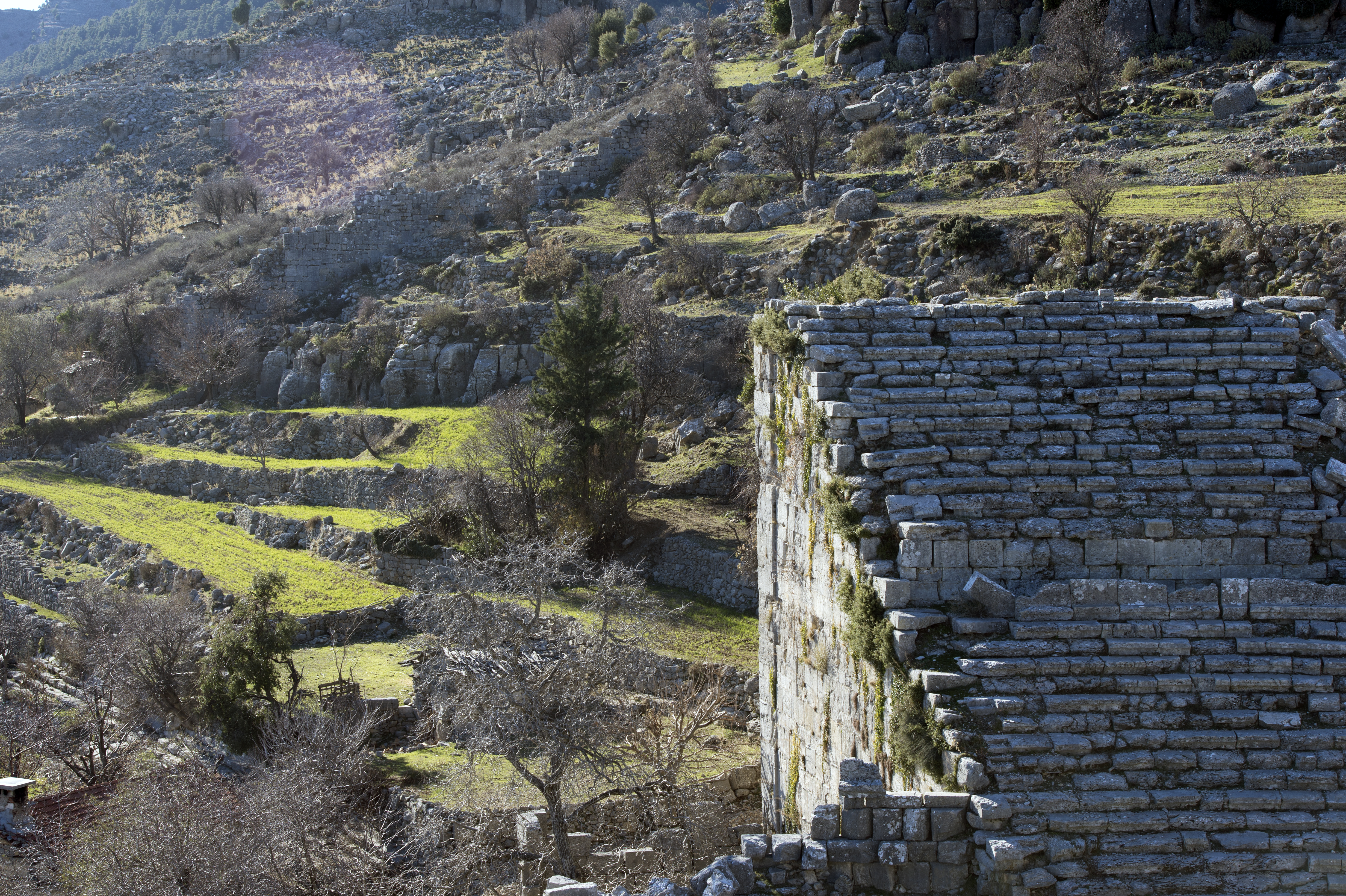
Selge Theatre and countryside
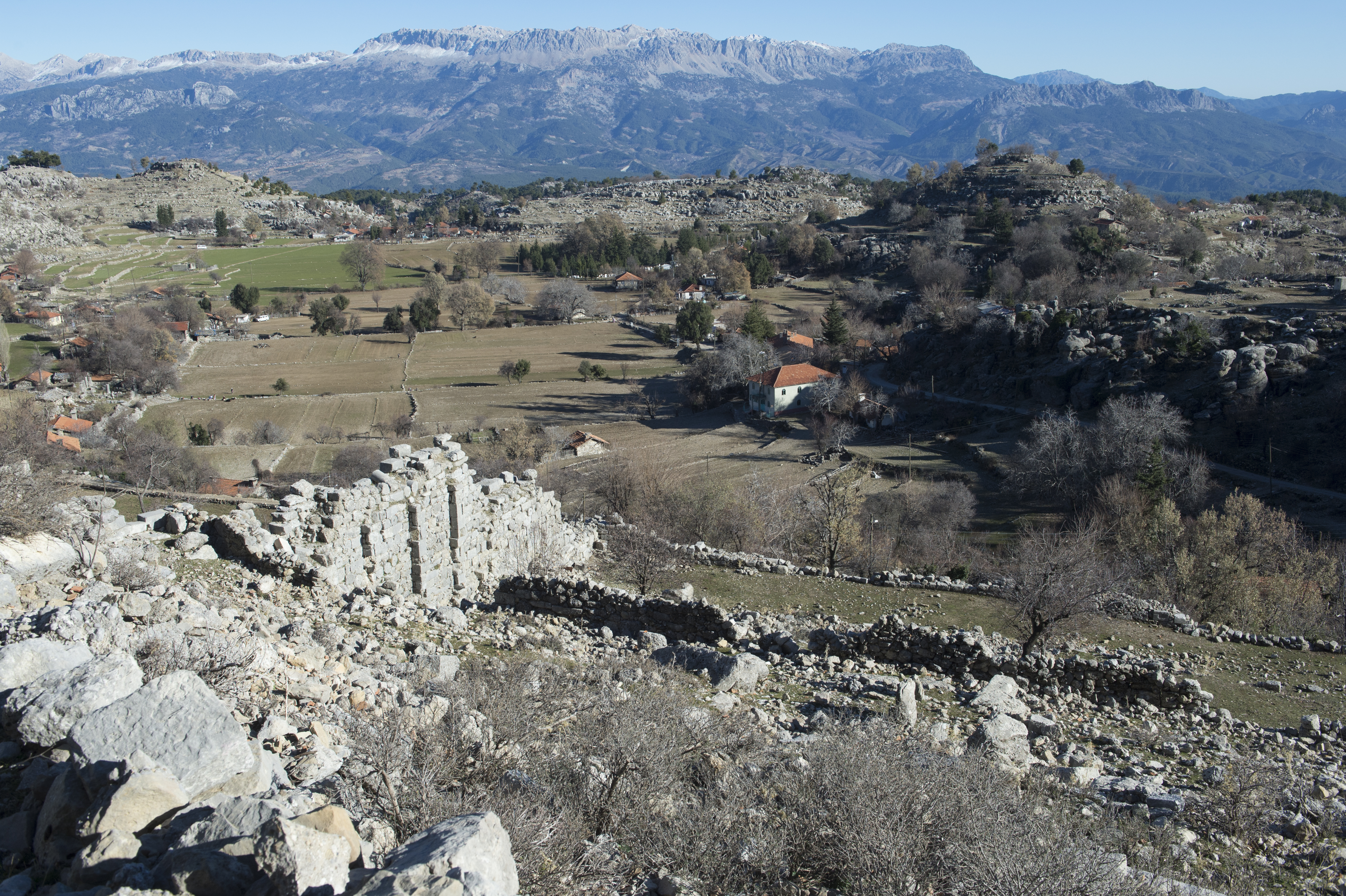
Selge Unknown structure
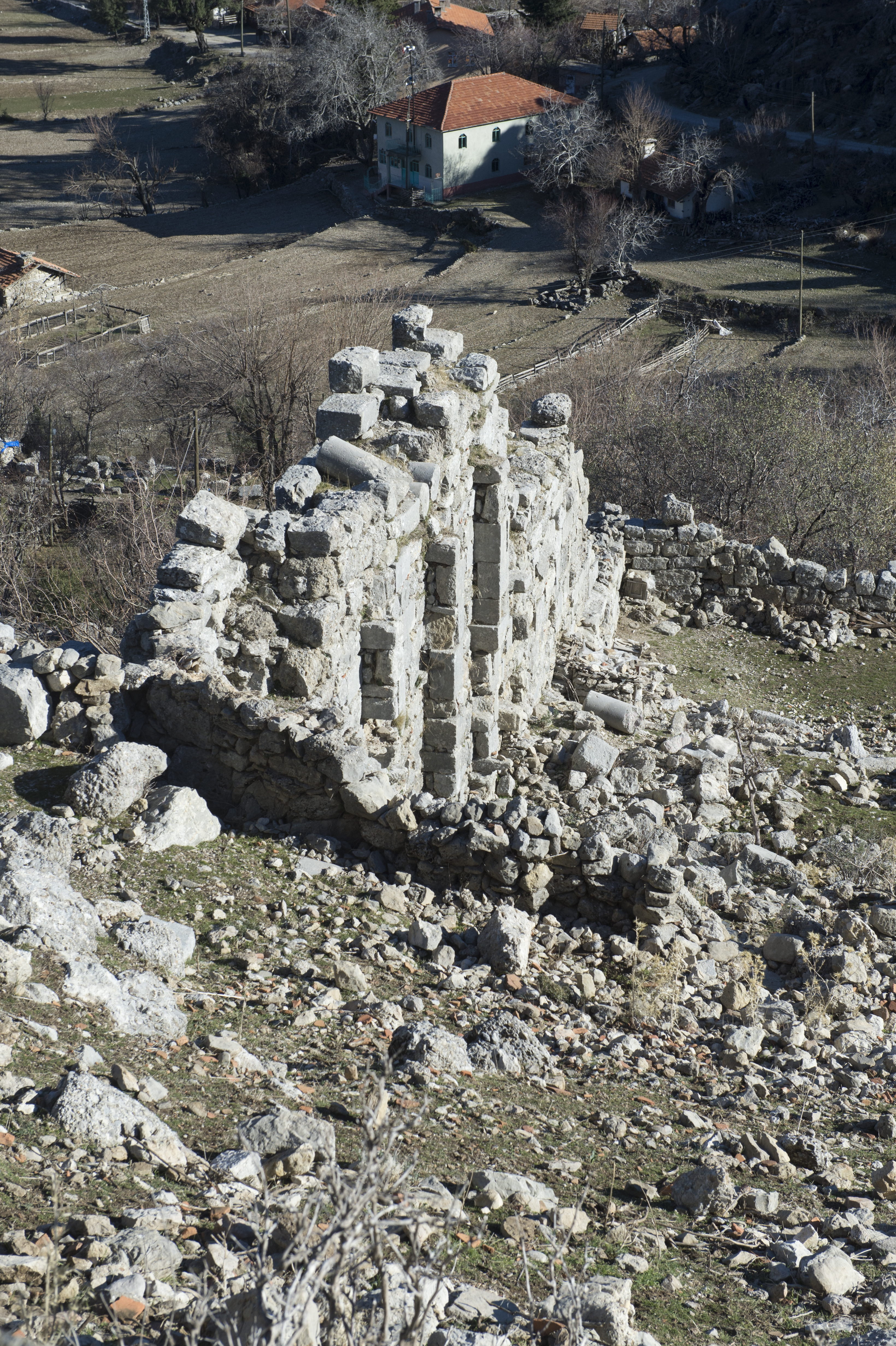
Selge Unknown structure
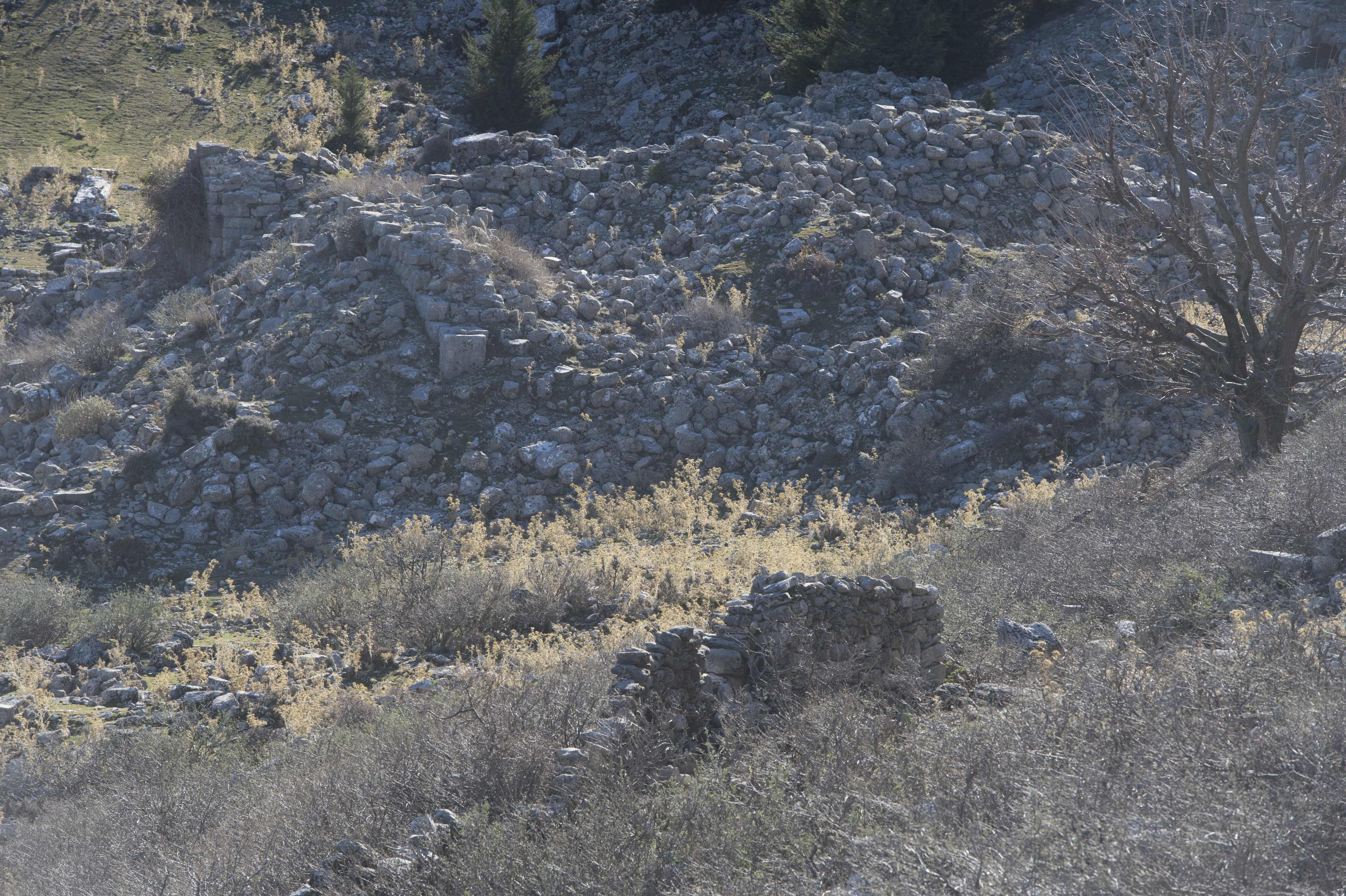
Selge Rubble
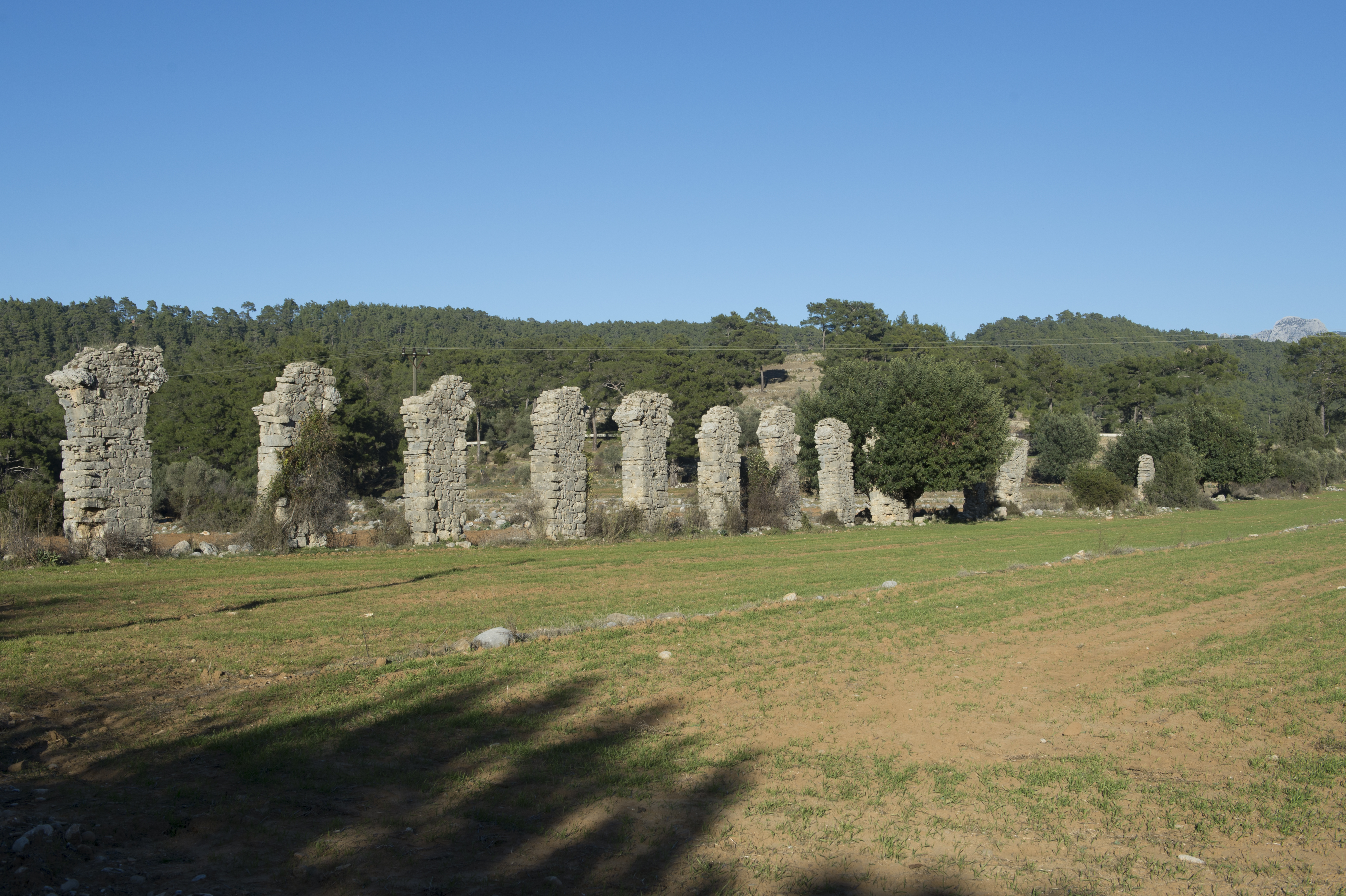
Selge Aqueduct